# Al-Nasr SCSC (Libyen)
Der al-Nasr Sports, Cultural and Social Club (arabisch نادي النصر الرياضي الثقافي الإجتماعي, DMG Nādī n-Naṣr ar-riyāḍī aṯ-ṯaqāfī al-iǧtimāʿī), meist al-Nasr Benghazi genannt, ist ein libyscher Fußballklub mit Sitz in der Hafenstadt Bengasi.

## Geschichte

### National
Der Klub wurde bereits im Jahr 1954 gegründet, nach der Kreierung der nationalen Meisterschaft im Jahr 1963, sowie der Einführung eines richtigen Ligasystems ein paar Jahre später, taucht der Klub erstmals in der Saison 1970/71 auf der Tabelle auf, wo man auf dem dritten Platz die Spielzeit abgeschlossen hat. Hiernach setzte man sich unter den besten Mannschaften der Spielklasse fest, es sollte aber noch bis zur Saison 1987 dauern, wo der Klub mit seiner Mannschaft die erste Meisterschaft feiern konnte. Hier konnte man sich knapp mit einem Punkt Vorsprung, vor dem al-Madina SC platzieren. Solch ein Titelgewinn konnte dann aber erst einmal nicht erneut geschafft werden.
Bis zum nächsten Titel sollte es genau zehn weitere Jahre dauern, im Libyan Cup erreichte man in der Spielzeit 1997 das Finale und besiegt dort im Elfmeterschießen mit 4:3 al-Yarmouk. Daran anschließend nahm man noch an der Erstaustragung des Super Cup teil, unterlag hier jedoch dem al-Talhaddy SC nach Hin- und Rückspiel. Anders als in der Liga, gelangen im nationalen Pokal jedoch in den nächsten Zeit noch zwei Gewinne, sowohl im Jahr 2003, als auch im Jahr 2010.
In den 2010er Jahren gelang es dann in der Saison 2017/18, nachdem es durch den ersten Bürgerkrieg und den anhaltenden Bürgerkrieg lange oft zu keiner wirklichen Austragung der Meisterschaft kam, schließlich wieder den Meistertitel zu gewinnen.
In der Saison 2023/24 wurde al-Nasr Meister der Ostgruppe Libyens und setzte sich damit vor den beiden Stadtrivalen Ahly und Hilal durch. Im Meisterschafts-Play-off gewann der Klub alle fünf Spiele und sicherte sich souverän mit 15 Punkten den dritten Meistertitel der Vereinsgeschichte.

### International
Als bestes Ergebnis gilt das Erreichen des North African Cup, im Endspiel verlor man jedoch gegen den algerischen Vertreter ES Sétif.

## Titel

### Fußball
- Libysche Meisterschaft (3)
  - Meister: 1987, 2018, 2024
  - Vizemeister: 1978, 1984, 2002
- Libyscher Pokalsieger (3)
  - Sieger: 1997, 2003, 2010
- Libyscher Fußball-Supercup (1)
  - Sieger: 2018
  - Zweiter: 1997, 2003, 2010
- North African Cup Winners Cup
  - Finalist: 2010

### Basketball
- Libysche Liga (3)
  - 2009, 2017, 2018
- Libyscher Pokal (3)
  - 2009, 2014, 2017

## Rivalitäten
Al-Nasr unterhält eine traditionsreiche Rivalität mit dem Stadtkonkurrenten Al-Ahly Benghazi. Das Aufeinandertreffen der beiden Vereine wird als „Benghazi-Derby“ bezeichnet und zählt zu den bedeutendsten Derbys im libyschen Fußball. Die Begegnung zwischen den beiden Klubs ist das bedeutendste Spiel Ostlibyens, wo beide Klubs auch als die populärsten gelten.
Auch im Basketball tragen Al-Nasr und Al-Ahly das Benghazi-Derby aus.
Neben dem großen Derby mit Al-Ahly Benghazi besteht auch eine Rivalität zu Al-Hilal Benghazi, dem dritten bedeutenden Verein der Stadt.

## Ehemalige Spieler
- Fawzi Al-Issawi
- Khaled Hussein
- Mehdi Ben Dhifallah
- Ibrahim Touré
- Lelo Mbele
- Nuru Sulley